# Palestyna na Plażowych Igrzyskach Azjatyckich 2012
Palestyna na III Plażowych Igrzyskach Azjatyckich w 2012 roku reprezentowało piętnastu zawodników - ośmiu mężczyzn. Wystartowali w trzech dyscyplinach. Największy sukces odniosła męska drużyna piłkarska, zdobywając brązowy medal. Był to trzeci start reprezentacji Palestyny na plażowych igrzyskach azjatyckich.

## Koszykówka
Palestynę w rozgrywkach koszykarskich reprezentowała męska reprezentacja. Rywalizowała w grupie B, gdzie przegrała wszystkie swoje mecze.
Mężczyźni:
- Said Deyazada
- Ibrahim Aburahal
- Mohammed Murad
- Khaled Alarqan

| Konkurencja      | Faza eliminacyjna | Faza eliminacyjna  | Faza eliminacyjna    | Faza zasadnicza | Faza zasadnicza | Mecz o 5. miejsce | Mecz o brąz | Finał |
| Konkurencja      | Mecz I            | Mecz II            | Mecz III             | Mecz I          | Mecz II         | Mecz o 5. miejsce | Mecz o brąz | Finał |
| ---------------- | ----------------- | ------------------ | -------------------- | --------------- | --------------- | ----------------- | ----------- | ----- |
| Turniej mężczyzn | Nepal P 9:16      | Afganistan P 10:21 | Turkmenistan P 11:19 | NQ              | NQ              | NQ                | NQ          | NQ    |

## Piłka nożna plażowa
Palestyna wystawił swoją męską reprezentację w turnieju plażowej piłki nożnej. Rywalizując w grupie A drużyna pokonała wszystkich rywali i przeszła do ćwierćfinału. Tam pokonała drużynę Omanu. W półfinale Palestyna przegrała z reprezentacją Iranu, a w meczu o brązowy medal wygrała z Libanem, zdobywając brązowy medal.
Zawodnicy:
- Hamada Eshbair
- Mohammed Al-Sdudi
- Mohammed Barakat
- Motaz Al-Nahhal
- Iyad Dwaima
- Alaa Atiya
- Fady Jaber
- Saeb Jendeya
- Sami Salem

| Konkurencja      | Faza eliminacyjna | Faza eliminacyjna | Faza eliminacyjna | Ćwierćfinały | Półfinały  | Finał / Mecz o brąz | Klas. końcowa |
| Konkurencja      | Mecz I            | Mecz II           | Mecz III          | Ćwierćfinały | Półfinały  | Finał / Mecz o brąz | Klas. końcowa |
| ---------------- | ----------------- | ----------------- | ----------------- | ------------ | ---------- | ------------------- | ------------- |
| Turniej mężczyzn | Wietnam W 6-2     | Chiny W 5-4       | Afganistan W 7-0  | Oman W 4-3   | Iran P 1-9 | Liban W 6-5         |               |

## Siatkówka plażowa
Palestynę w turniejach siatkówki plażowej reprezentowała jedna para - Khalid Al-Arqan / Abdelrahman Tafesh w grupie D. Para nie przeszła etapu eliminacji.
| Konkurencja      | Zawodnicy                          | Faza eliminacyjna                             | Faza eliminacyjna                         | Faza eliminacyjna | 1/16 finału | Ćwierćfinał | Półfinał | Finał |
| Konkurencja      | Zawodnicy                          | Mecz I                                        | Mecz II                                   | Mecz III          | 1/16 finału | Ćwierćfinał | Półfinał | Finał |
| ---------------- | ---------------------------------- | --------------------------------------------- | ----------------------------------------- | ----------------- | ----------- | ----------- | -------- | ----- |
| Turniej mężczyzn | Khalid Al-Arqan Abdelrahman Tafesh | Chalmashbekov / Dumanaev W 2-0 (21-13, 21-12) | Kiew / Nordin P 1-2 (13-21, 21-18, 10-15) | —                 | NQ          | NQ          | NQ       | NQ    |